# 欧渤芊
欧渤芊（1966年6月—），女，天津人，中华人民共和国外交官，曾任中华人民共和国驻格林纳达特命全权大使、中日韓三國合作秘書處第六任秘書長，现任中华人民共和国驻迪拜总领事。

## 生平
1990年，进入中华人民共和国外交部工作，先后在外交部非洲司、驻乌干达大使馆任职。1998年，赴美国乔治·华盛顿大学学习，获外交政策与实践硕士学位。1999年，任外交部非洲司处长。2000年，挂职陕西省西安市新城区委常委、副书记。2001年，任外交部新闻司参赞。2004年，任驻澳大利亚大使馆政务参赞。2007年，任外交部政策研究司参赞。2008年，升任外交部办公厅副主任。2013年5月，接替徐建國出任中华人民共和国驻格林纳达大使。2017年，任中国人民外交学会党组成员、副会长。2021年9月1日，接替道上尚史出任中日韓三國合作秘書處第六任秘書長，2023年9月1日卸任，改任外交部亚洲司大使。2024年3月，接替李旭航出任中华人民共和国驻迪拜总领事。